# Olympia Football Club
Olympia Football Club est un club de football irlandais basé dans le quartier d'Inchicore à l'est de Dublin. Olympia fait partie des huit clubs qui ont créé le championnat d'Irlande de football inauguré en 1921.

## Histoire
Lors de la saison 1917-1918, Olympia réalise le doublé dans les compétitions du Leinster. Avec des joueurs comme Jack McCarthy et Fran Watters, deux futurs internationaux irlandais il remporte les  Leinster Junior Cup et Leinster Senior Cup. Cette victoire est un véritable bouleversement au sein du football dans le Leinster. Jusque là les Bohemians et Shelbourne régnaient sans partage sur la province. En remportant la Junior Cup, Olympia se qualifie pour la Senior Cup. Après avoir été exemptés du premier tour, Olympia bat Saint James's Gate Football Club en demi-finale. En finale le club affronte le Shelbourne Football Club tenant du titre. Grâce à un but de Fran Watters, Olympia l'emporte 1-0. Elle devient ainsi la quatrième équipe à remporter cette compétition créée en 1892. Le résultat marque durablement les observateurs dublinois. Selon Peter Byrne, cela a également donné lieu à une discussion populaire sur la mort des géants - "Souvenez-vous que l'Olympia a déjà battu Shels".
La même année, Olympia se qualifie pour l'IFA Junior Cup. le club se hisse jusqu'en finale et perd celle-ci contre le Raglan Football Club.
Pendant la saison 1919-1920, Olympia dispute de nouveau la Leinster Senior Cup. Le club se trouve mis en cause lors d'un incident arrivé lors d'une rencontre contre le Jacob's Football Club. Alors que l'atmosphère du match est celle de la Guerre d'indépendance irlandaise, des joueurs de Jacob's envahissent le vestiaire d'Olympia après le match. Trois joueurs, deux de Jacob's et un d'Olympia sont lourdement sanctionnés par la Leinster Football League. La bagarre a éclaté lorsque les joueurs de Jacob's ont été moqués pour avoir enrôlé des soldats de l'armée britannique dans leur effectif.
En 1921, avec Shelbourne, Bohemian, Saint James's Gate, Dublin United, Frankfort, Jacob's et YMCA, Olympia fait partie des clubs créateurs du Championnat d'Irlande de football.
Olympia participe aux premières saisons, terminant à la quatrième place en 1921-1922 et à la onzième place en 1922-1923. Il échoue ensuite à être réélu au sein du championnat et disparait définitivement de l'élite du football irlandais.
Olympia joue ses rencontres à domicile sur un terrain situé à Bellevue Lodge près du Grand canal dans le quartier d'Inchicore.

## Palmarès
- Leinster Senior Cup
  - Vainqueur en 1917-1918
- Leinster Junior Cup
  - Vainqueur en 1917-1918